# Arthur Demling
Arthur „Buzz“ Demling (* 21. September 1948 in St. Louis, Missouri) ist ein ehemaliger US-amerikanischer Fußballspieler. Für die Nationalmannschaft der Vereinigten Staaten bestritt er zwischen 1973 und 1975 vier Länderspiele. Mit der US-amerikanischen Mannschaft nahm er 1972 an den Olympischen Sommerspielen in München teil. Sein Bruder Mark Demling war ebenfalls Profifußballspieler.

## Karriere
Demling wuchs in St. Louis auf, wo er die Saint Louis University High School besuchte. Nach der High School besuchte er die Michigan State University, 1970 wurde er durch die NCAA in die amerikanische Mannschaft des Jahres gewählt.
Demlings erste Profistation waren 1973 die St. Louis Stars in der nordamerikanischen Profiliga NASL. Dort blieb er allerdings nur ein Jahr und schloss sich 1974 den San José Earthquakes an, für die er insgesamt fünf Jahre aktiv war. In 97 Spielen gelang dem Verteidiger ein Tor. Demling verließ 1978 die NASL und wechselte in die Hallenfußballliga Major Indoor Soccer League zu den Cincinnati Kids. Seine Laufbahn beendete er 1981 nach zwei Jahren bei San Francisco Fog.

## Nationalmannschaft
Demling repräsentierte die USA bei den Olympischen Spielen 1972. Im ersten Spiel erreichten die USA ein 0:0 gegen Marokko, in der zweiten Gruppenbegegnung unterlagen sie Malaysia 0:3, in der letzten Partie gab es eine 0:7-Niederlage gegen die Bundesrepublik Deutschland.
Insgesamt vier Mal zwischen 1973 und 1975 kam Demling in der US-Nationalmannschaft zum Einsatz. Er debütierte am 12. August 1973 bei einem 1:0-Erfolg gegen Polen. 1974 spielte er ein Mal, 1975 zweimal für die USA. In seinem letzten Spiel am 26. März 1975 hieß der Gegner erneut Polen, diesmal unterlag die amerikanische Mannschaft mit 0:7.